# Zumreta
Zumreta je žensko osebno ime.

## Izvor imena
Ime Zumreta je mislimansko ime, ki izhaja iz turškega imena Zümmrüt, to pa iz perzijske besede zumurud v pomenu besede »smaragd; drag kamen zelene barve; « 

## Različice imena
Zuma, Zumka, Zumra, Zumri, Zumrijeta, Zumruta. Slovenska sorodna imena so Biserka in Marjeta.

## Pogostost imena
Po podatkih Statističnega urada Republike Slovenije je bilo na dan 31. decembra 2007 v Sloveniji število ženskih oseb z imenom Zumra: 62.

## Osebni praznik
V koledarju bi ime Zumreta lahko uvrstili k imenu Marjeta.